# Френдлі (Меріленд)
Френдлі (англ. Friendly) — переписна місцевість (CDP) в США, в окрузі Графство принца Георга штату Меріленд. Населення — 9937 осіб (2020).

## Географія
Френдлі розташоване за координатами 38°45′49″ пн. ш. 76°58′16″ зх. д. / 38.76361° пн. ш. 76.97111° зх. д. (38.763739, -76.971186).  За даними Бюро перепису населення США в 2010 році переписна місцевість мала площу 12,64 км², з яких 12,63 км² — суходіл та 0,01 км² — водойми.

## Демографія
Згідно з переписом 2010 року, у переписній місцевості мешкало 9250 осіб у 3064 домогосподарствах у складі 2435 родин. Густота населення становила 732 особи/км².  Було 3272 помешкання (259/км²).
Расовий склад населення:
| - 79,6 % — чорних або афроамериканців - 8,8 % — білих - 4,7 % — азіатів - 0,3 % — корінних американців - 4,1 % — осіб інших рас |

До двох чи більше рас належало 2,4 %. Частка іспаномовних становила 7,6 % від усіх жителів.
За віковим діапазоном населення розподілялося таким чином: 23,2 % — особи молодші 18 років, 64,8 % — особи у віці 18—64 років, 12,0 % — особи у віці 65 років та старші. Медіана віку мешканця становила 41,4 року. На 100 осіб жіночої статі у переписній місцевості припадало 90,4 чоловіків;  на 100 жінок у віці від 18 років та старших — 86,8 чоловіків також старших 18 років.
Середній дохід на одне домашнє господарство  становив 115 415 доларів США (медіана — 103 095), а середній дохід на одну сім'ю — 124 794 долари (медіана — 118 646). Медіана доходів становила 58 900 доларів для чоловіків та 60 386 доларів для жінок. За межею бідності перебувало 8,7 % осіб, у тому числі 13,9 % дітей у віці до 18 років та 5,6 % осіб у віці 65 років та старших.
Цивільне працевлаштоване населення становило 5380 осіб. Основні галузі зайнятості: публічна адміністрація — 17,8 %, науковці, спеціалісти, менеджери — 16,0 %, освіта, охорона здоров'я та соціальна допомога — 14,4 %.